# Закшув (Вадовицкий повет)
За́кшув (пол.  Zakrzów) — село в Польше на территории гмины Стрышув Вадовицкого повета Малопольского воеводства.

## География
Село находится в 3 км от административного центра гмины села Стрышув, 13 км от города Вадовице, 34 км от Кракова.

## История
Село впервые упоминается в сочинении польского хрониста Яна Длугоша «Liber beneficiorum dioecesis Cracoviensis» (1470—1480).
С 1975 по 1998 год село входило в Бельское воеводство.

## Достопримечательности
- Церковь святой Анны, построенная в 1935 году;
- Приходское кладбище;
- Усадьба Леваковских начала XIX века.

## Галерея

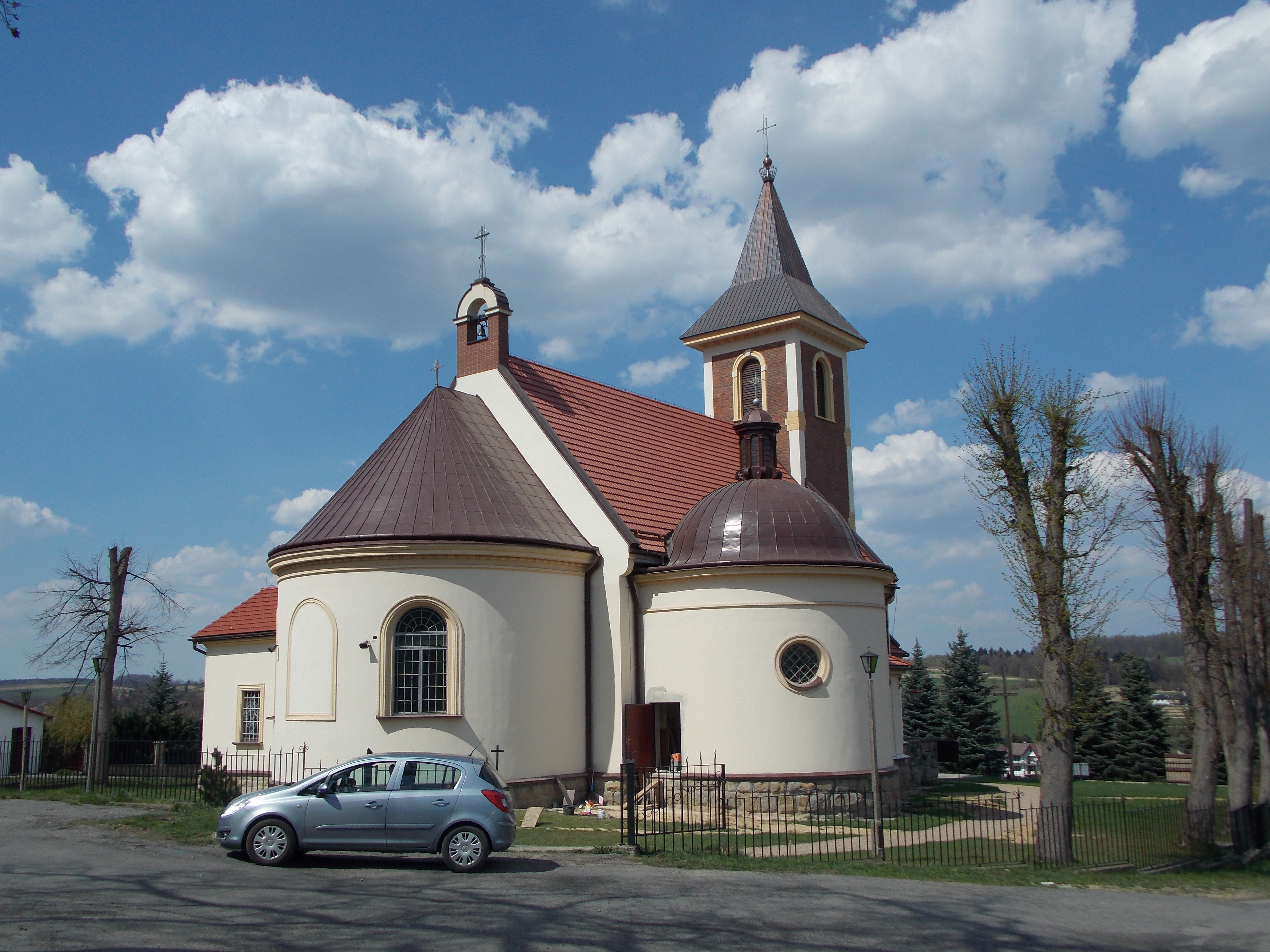
Церковь святой Анны
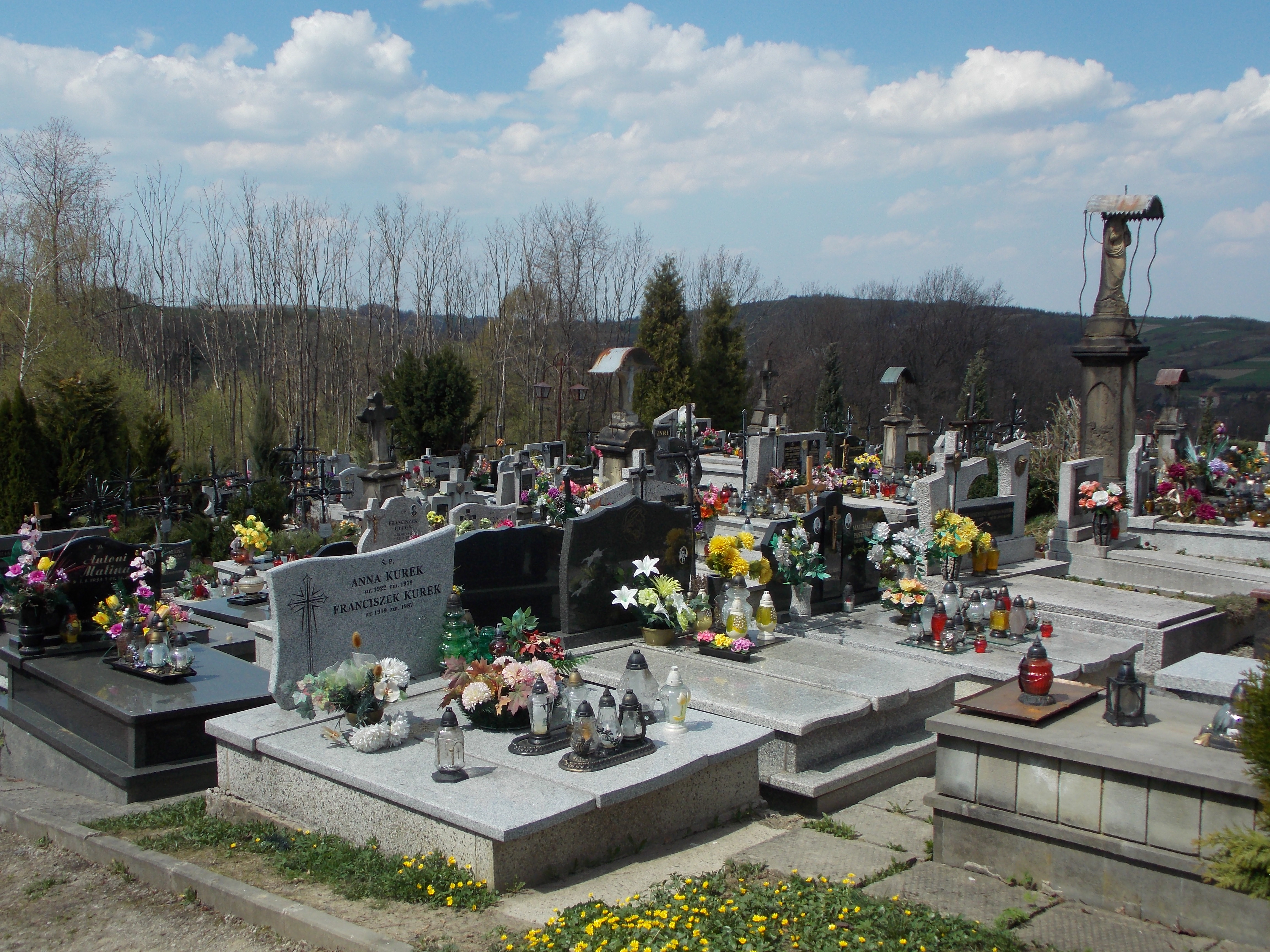
Приходское кладбище
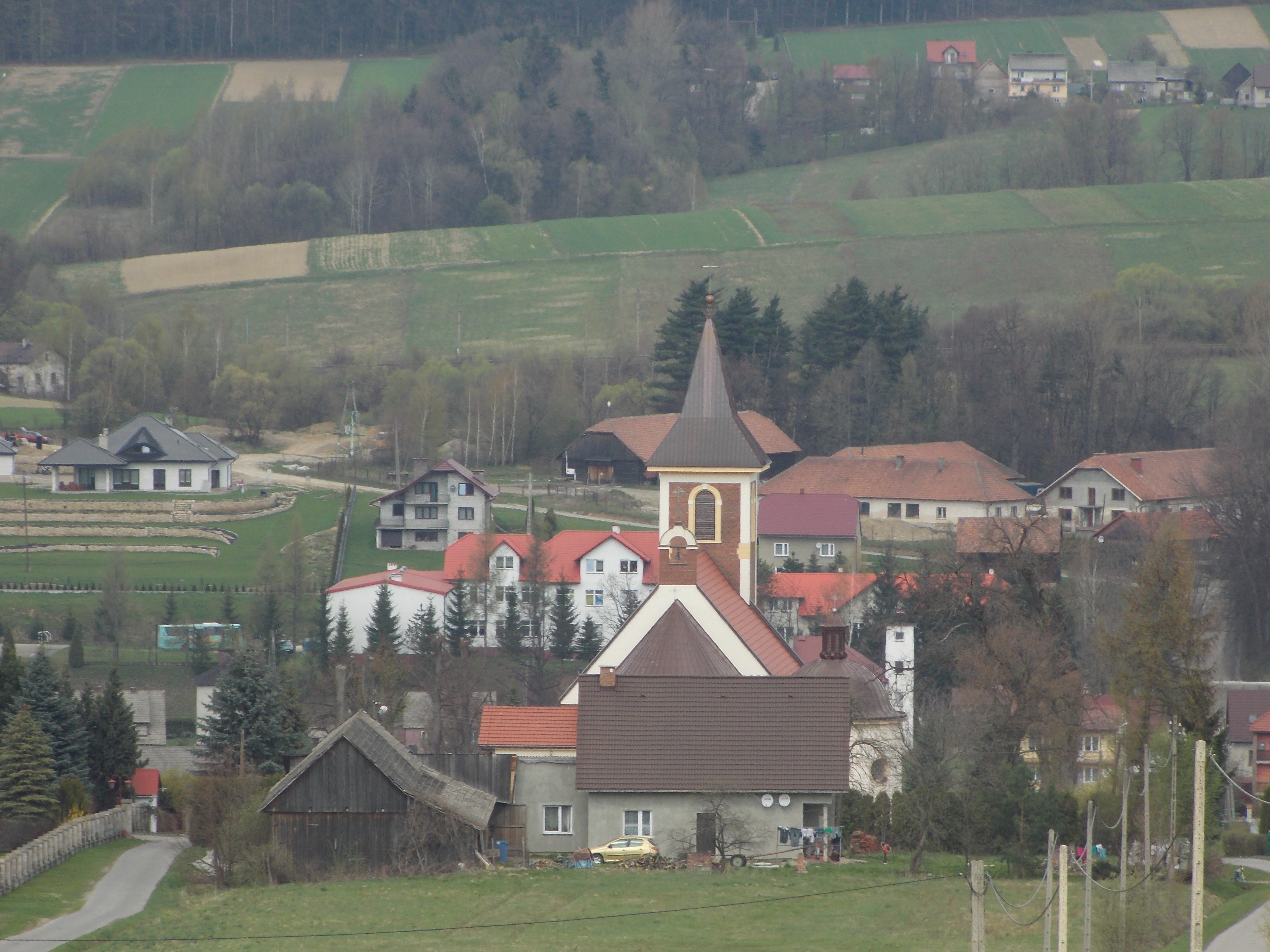
Вид Закшува